# Bataille d'Œnophyta
Première guerre du Péloponnèse
Batailles
- Tanagra
- Œnophyta
- Coronée

La Bataille d'Œnophyta opposa Athènes aux Cités-État de Béotie en 457 av. J.-C. durant la première guerre du Péloponnèse.

## Contexte
Après la fin des Guerres médiques, plusieurs alliances et ligues se constituèrent ou se défirent entre les cités grecques.
En 457, Athènes, dirigeant la Ligue de Délos, affronta Corinthe alliée à Sparte parce que Mégare avait rejoint les Athéniens. Deux mois avant la bataille d'Œnophyta, les Athéniens avaient été vaincus par Sparte à Tanagra. Cependant, Sparte compta trop de pertes pour pouvoir tirer un avantage de cette victoire.

## La bataille
Les Athéniens, qui avaient rassemblé 14 000 hommes à Tanagra, reconstituèrent leurs forces et marchèrent sur la Béotie, sous le commandement de Myronidès.
À Œnophyta, ils vainquirent les Béotiens, puis détruisirent les murs de Tanagra et ravagèrent la Locride et la Phocide.

## Conséquences de la bataille
Cette victoire permit à Athènes de l'emporter sur Égine la même année, et de finir la construction des Longs Murs jusqu'au port du Pirée, un projet que Sparte avait essayé d'empêcher.
Athènes garda le contrôle sur la Béotie jusqu'en 447 av. J.-C., date de sa défaite à la bataille de Coronée. Selon Gustave Glotz et Paul Cloché, la démocratie fut instaurée à Thèbes, après cette défaite, pour peu de temps,.